# Museo de Cerámica de Manises
El Museo de Cerámica de Manises (MCM) es un museo etnológico  público de titularidad municipal que depende del Ayuntamiento de Manises.Es un museo monográfico de cerámica, centrado sobre todo en la de Manises y en concreto la cerámica de los siglos XIV al XX, así como cerámica contemporánea de creación, que se obtenía de los ganadores  del Concurso Nacional de Cerámica de Manises.

## Historia
El museo fue inaugurado el 26 de noviembre del año 1967 teniendo como piezas de exposición los objetos de arte y cerámica legados al Ayuntamiento por José Casanova Dalfó y Pilar Sanchis Causa. El museo era conocido en aquel momento como "Museu Municipal Casanova Dalfó - Sanchis Causa".
Dentro de los actos organizados para la inauguración del museo se  abrió el II Concurso de Cerámica organizado por la Obra Sindical de Artesanía.
Como parte del legado de este matrimonio al Ayuntamiento de Manises estaba una casa señorial del siglo XVIII, utilizada por este matrimonio como residencia de recreo en Manises, que se transformó en la sede del museo, así como una extensa colección de piezas de cerámica que el matrimonio había ido adquiriendo a lo largo del tiempo.
La aceptación del legado tuvo lugar en la sesión plenaria del 7 de marzo de 1962, en la que también se decidió dar el nombre de José Casanova Dalfó a una de las calles de Manises.
En esta primera época del museo, cabe destacar que en sus instalaciones además de las piezas de cerámica legadas que conformaban en aquel momento la colección permanente, se acogieron los libros de la Biblioteca Municipal de Manises, que estuvo instalada varios años en las dependencias del Museo.
A lo largo de los años el museo ha sufrido cambios que le han llevado hasta su consolidación en 1983.Cada etapa de la historia del museo está caracterizada por la actividad desarrollada por el director de ese momento, así tenemos que destacar la labor de gran parte de ellos por ampliar los fondos del museo, como es el caso de José Royo Villar (director de 1970-1977), que lo llevó a cabo bien con la recuperación de piezas de cerámica, generalmente fragmentos, enterradas en el subsuelo de la ciudad para evitar su expolio, bien fomentando la llegada de piezas a través de donaciones, para lo cual estableció contactos con empresas de cerámica y vecinos de Manises.
Ya en los años 80 del siglo XX se centra más la preocupación en la catalogación de piezas y organización de la exposición permanente, destacando la labor de Josep Pérez Camps (director de 1984-2013)
En la actualidad, y de la mano de su directora Sara Blanes Ibáñez (directora desde 2013), el proyecto museístico se centra en la adaptación del MCM a las nuevas funciones de los museos y a las recientes necesidades del público,  apostando por un Museo como  lugar donde se combinen el entretenimiento y el aprendizaje, a través de la organización de actividades de carácter diverso pero con un objetivo común: implicar a la comunidad y que el Museo se convierta en un proyecto no solamente institucional, sino también social.
En el año 2017 entró a formar parte de la Red de Museos Etnológicos Locales, coordinada por el Museo Valenciano de Etnología.

## Sede
El Museo de Cerámica de Manises está ubicado en un edificio del siglo XVIII, ubicado en la calle Sagrario 22, que no presenta catalogación como edificio pero sí la tiene un retablo cerámico de la Santísima Trinidad que puede verse en su fachada principal.  El edificio está compuesto por dos inmuebles anexos que forman una única edificación.
Fue legada al Ayuntamiento de Manises por sus últimos propietarios, José Casanova Dalfó y Pilar Sanchis Causa con la intención de ser destinada a museo municipal.
A finales de los años 80 del siglo XX se llevó a cabo una ampliación del museo utilizando el espacio que antiguamente ocupaba el patio posterior de la casa. Su construcción es fruto de la necesidad de reforma y ampliación del Museo que, después de un primer proyecto fallido en 1975, dio lugar a un nuevo proyecto arquitectónico redactado por los arquitectos  Vicent J. Lerma Rodrigo y José R. Sanchis Solsona el año 1983 y ejecutado finalmente entre 1985-1987.
En el año 2017 se planteó nuevamente la necesidad de ampliar el espacio expositivo y de servicios del museo, para lo cual el Ayuntamiento compró un edificio colindante.

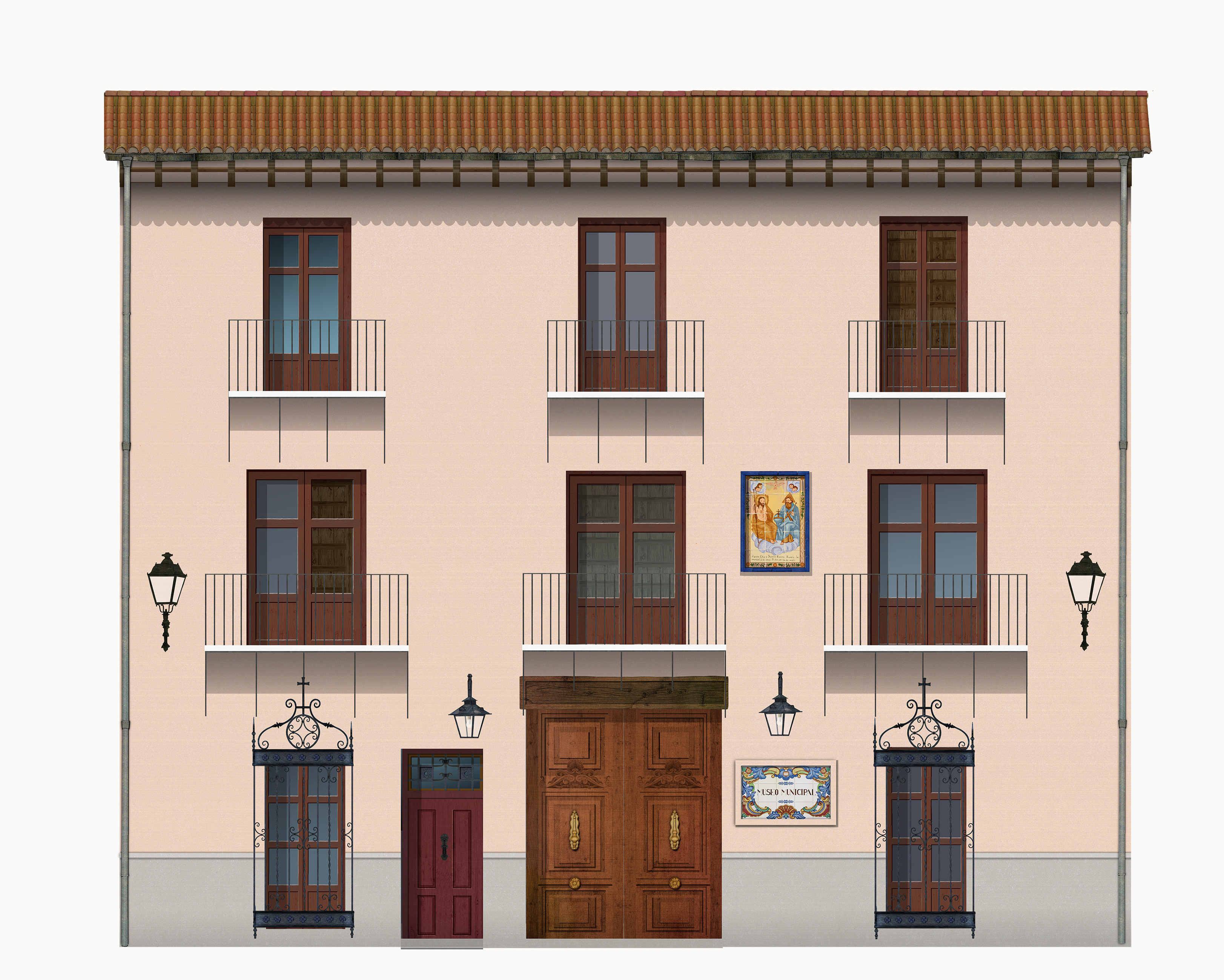
Vista de la fachada principal. Imagen cedida por el Museo Valenciano de Etnología.

## Colección
La colección inicial del Museo de Cerámica de Manises la constituyeron los objetos de arte y cerámica que, junto con el edificio, fueron legados al Ayuntamiento de Manises por José Casanova Dalfó y Pilar Sanchis Causa. Se trataba de un conjunto heterogéneo de obras entre las cuales había piezas de cerámica, así como de cristal y metal, pinturas, etc.
Respecto al fondo de cerámica, existía una buena muestra de piezas del siglo XIX y de finales del siglo XX. Sin embargo, eran escasas las obras de los siglos XV al XVIII y de principios del siglo XX. Con los años, el incipiente repertorio cerámico ha crecido y se ha especializado con un objetivo: formar una colección representativa de cada uno de los períodos por los cuales ha atravesado la producción de cerámica en Manises durante sus más de 700 años de actividad ininterrumpida.

Desde 1972, los fondos aumentan regularmente por la celebración del Concurso Nacional de Cerámica de Manises, certamen que el año 1993 se convirtió en Bienal Europea de Cerámica y desde 2001 es una bienal de carácter internacional. Las obras premiadas en las diferentes ediciones de estos concursos pasan a ser propiedad del Ayuntamiento de Manises e ingresan en el Museo para su conservación.

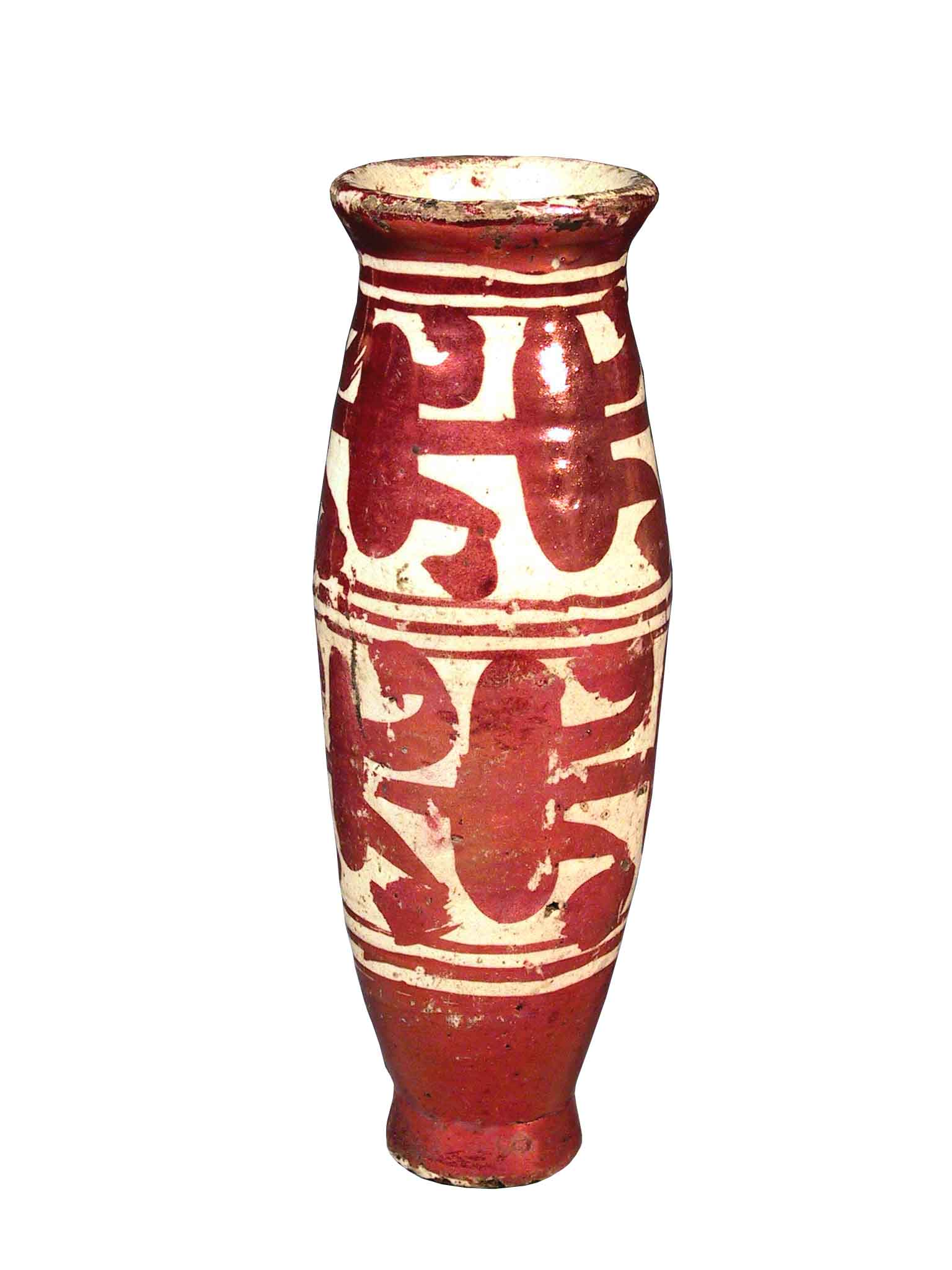
Melero de reflejo metálico, Manises (1720-1790)
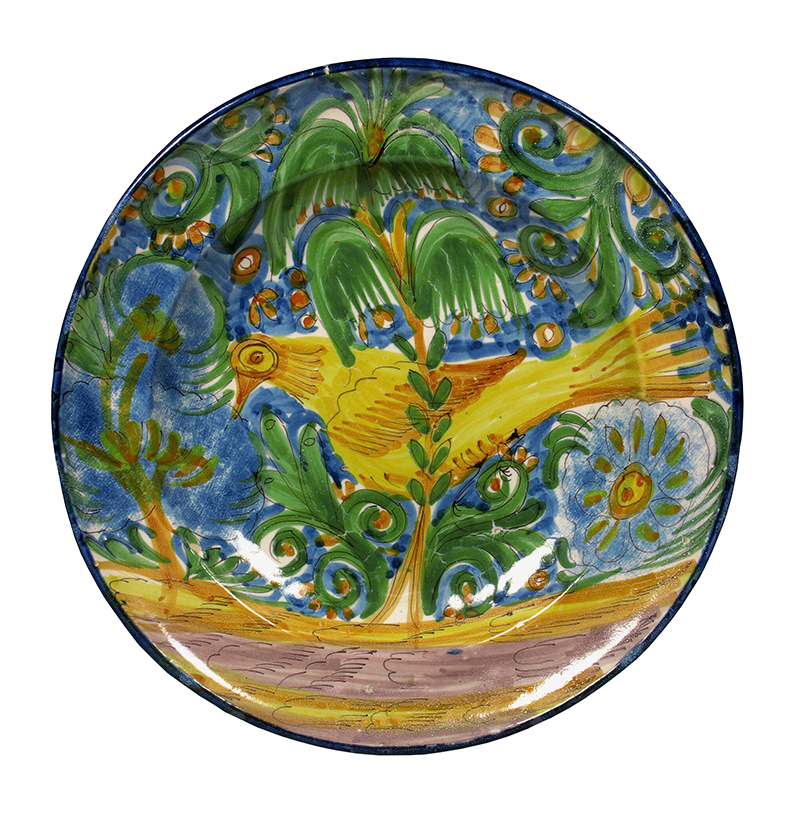
Plato, Manises (1850-1875)
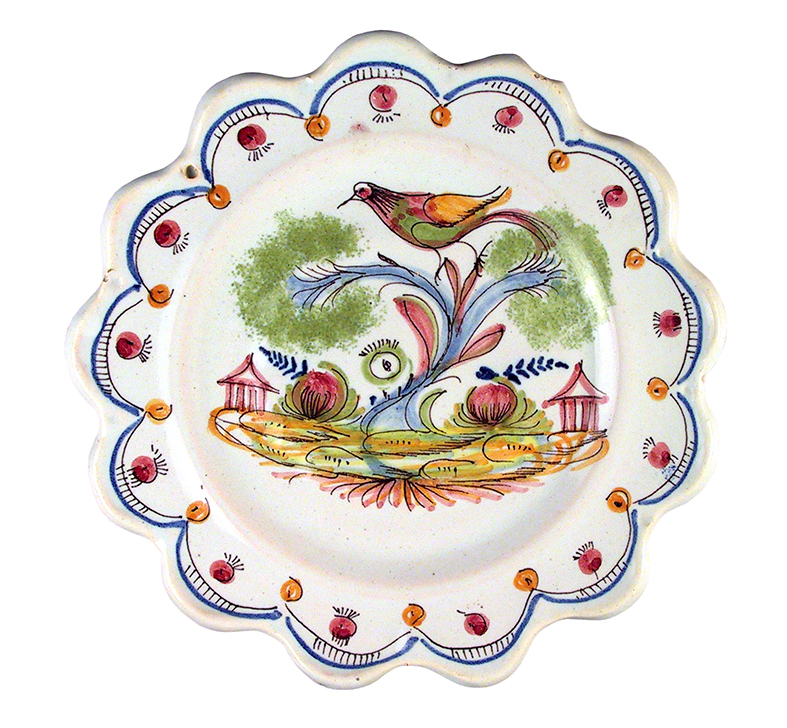
Plato de ondas, Manises (1875-1895)
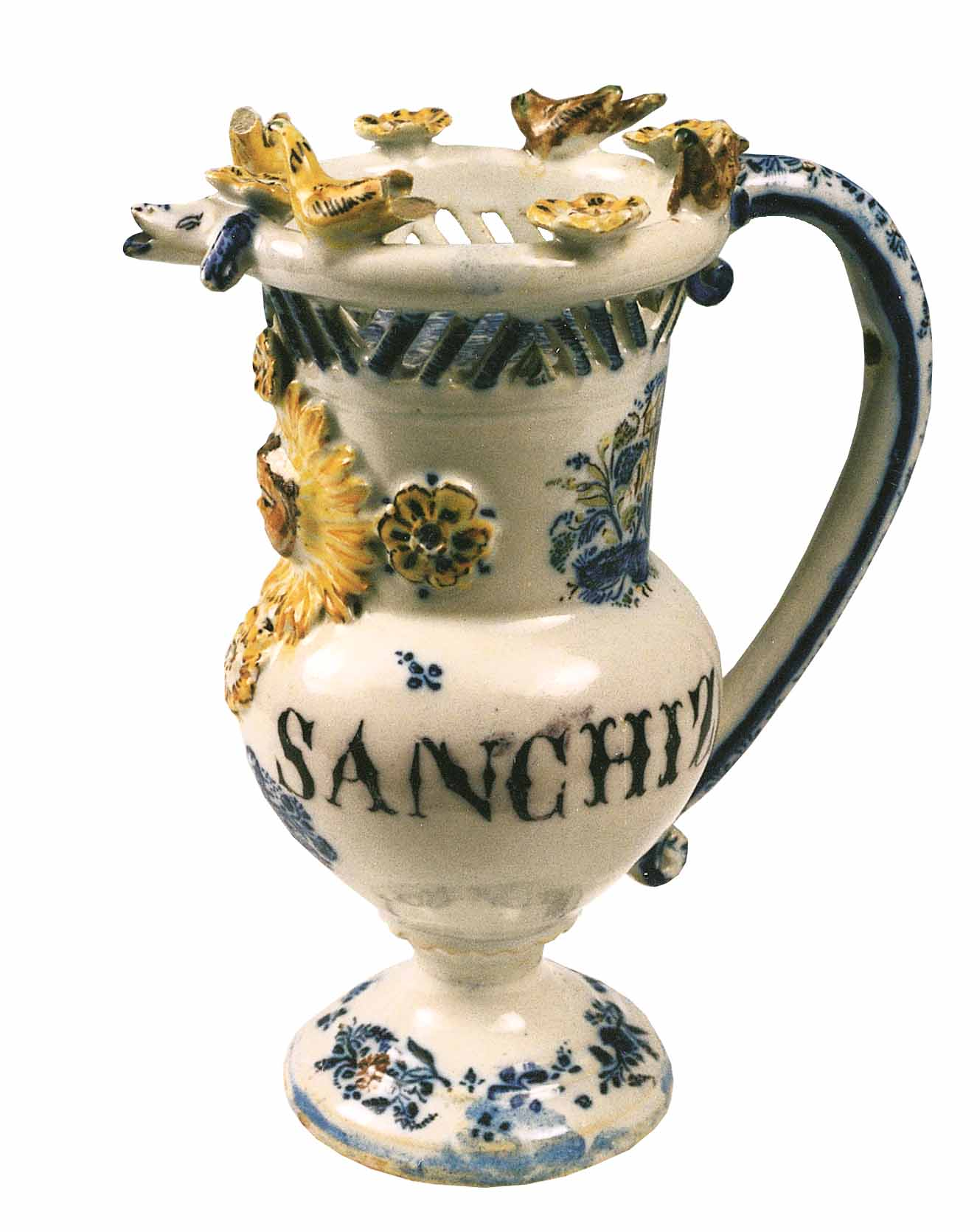
Jarra, Manises (1800-1899)
Escudilla de orejas, Manises (1575-1609)
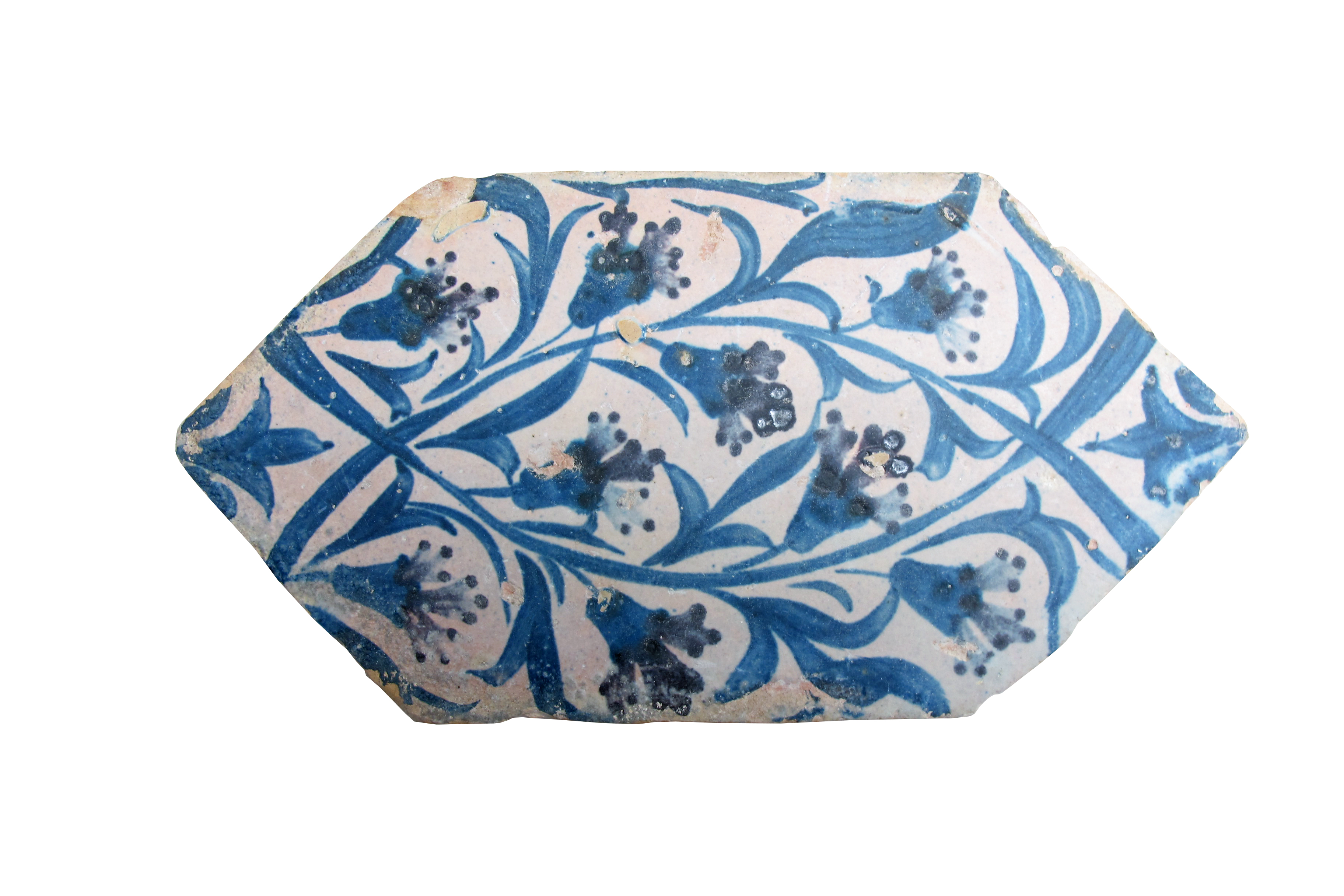
Azulejo con decoración de claveles, Manises (1400-1490)

La colección permanente del museo puede organizarse en dos bloques, por un lado está la colección de piezas de cerámica en sí, y por otros la colección de herramientas para la fabricación de esta cerámica.

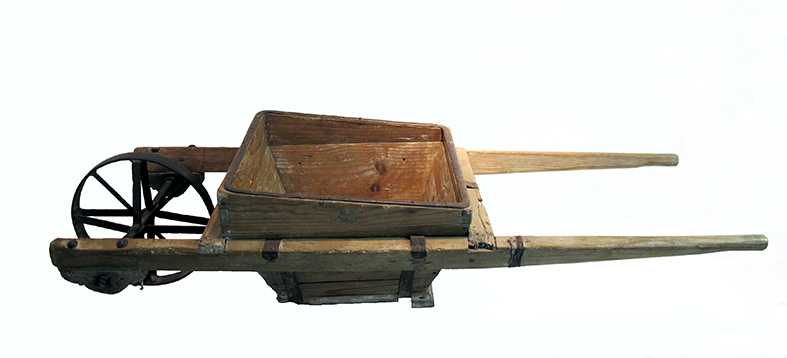
Carretilla, Manises 1930
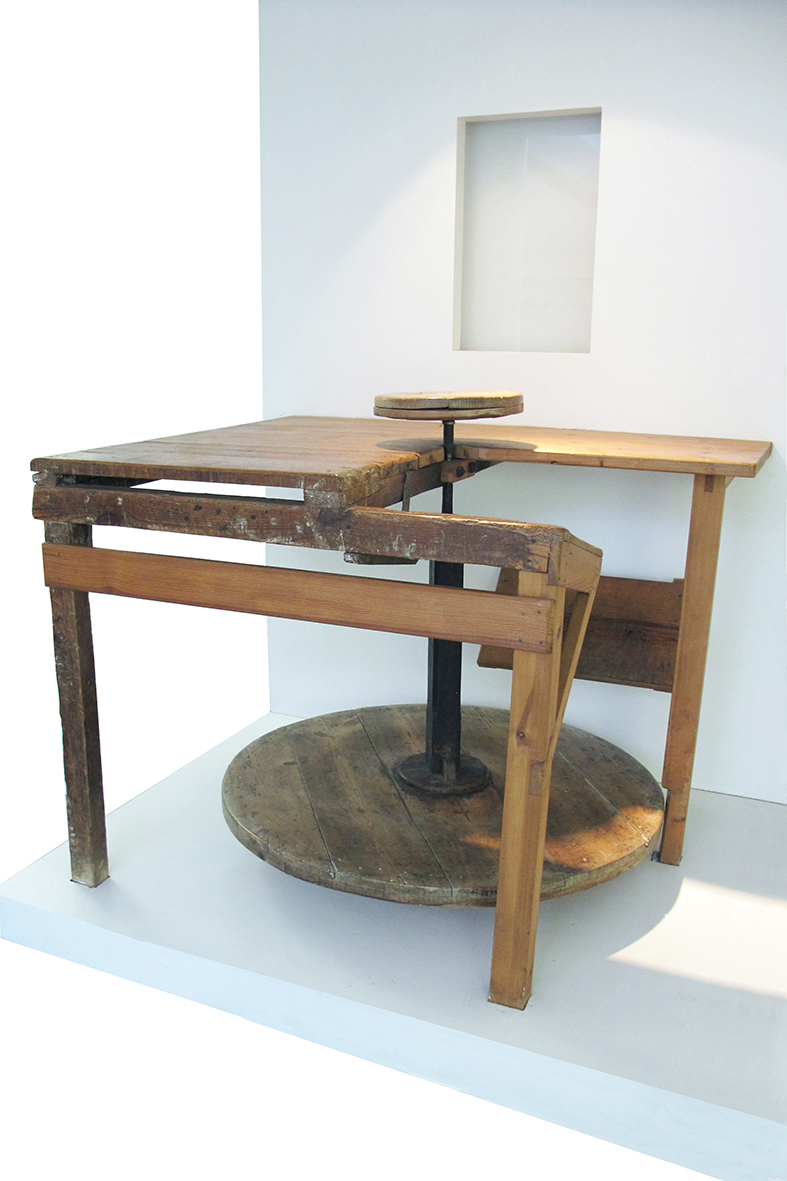
Torno de 1930, usado en Manises para modelar piezas

El resultado es un patrimonio cerámica de más de 5.500 piezas producidas principalmente en Manises, con una cronología que comprende desde el siglo XIV hasta el XX, así como cerámica contemporánea de creación y un conjunto de 1.400 herramientas y utensilios utilizados en los procesos de fabricación y decoración de la cerámica en la localidad. Además, el Museo alberga, por su importancia e influencia en la cerámica local, muestras de producciones no exclusivamente maniseras: azulejería polícroma procedente de fábricas de la ciudad de Valencia, piezas confeccionadas en La Alcora y, dentro del apartado de cerámica de arte, obras de los artistas Alfons Blat y Arcadi Blasco y una representación de los trabajos premiados en la Bienal Internacional de Cerámica de Manises.

## Actividades del Museo
El museo organiza además una serie de actividades a lo largo del año entre las que destacan:
- Exposiciones, algunas de las sobre donaciones que recibe el museo (Cada año, el MCM organiza una exposición donde se exhiben las obras que han pasado a formar parte del Museo gracias a su donación por parte de los ciudadanos. La muestra sirve para agradecer la labor de los donantes en el incremento de los fondos del Museo y en la conservación de nuestra cultura e historia.), o sobre piezas cedidas temporalmente al museo por vecinos (Cada dos años y con una temática diferente, el MCM organiza una exposición con piezas cedidas temporalmente por los vecinos. Desde el inicio de esta actividad, el Museo ha acogido las siguientes muestras: L’escuradeta (2014), Pedestals i Portatestos (2016) i Filtres i Sinaís (2018). Se trata de una iniciativa muy importante para el Museo, ya que sirve para dar a conocer el rico patrimonio cerámico que aún se conserva en las casas de los vecinos del pueblo, así como para estrechar lazos con la ciudadanía.)

- Taller de restauración, departamento del Museo de Cerámica de Manises que  ha ejercido la labor de conservar y restaurar el material arqueológico proveniente de las excavaciones realizadas en el subsuelo de la ciudad  durante las últimas tres décadas.[1]

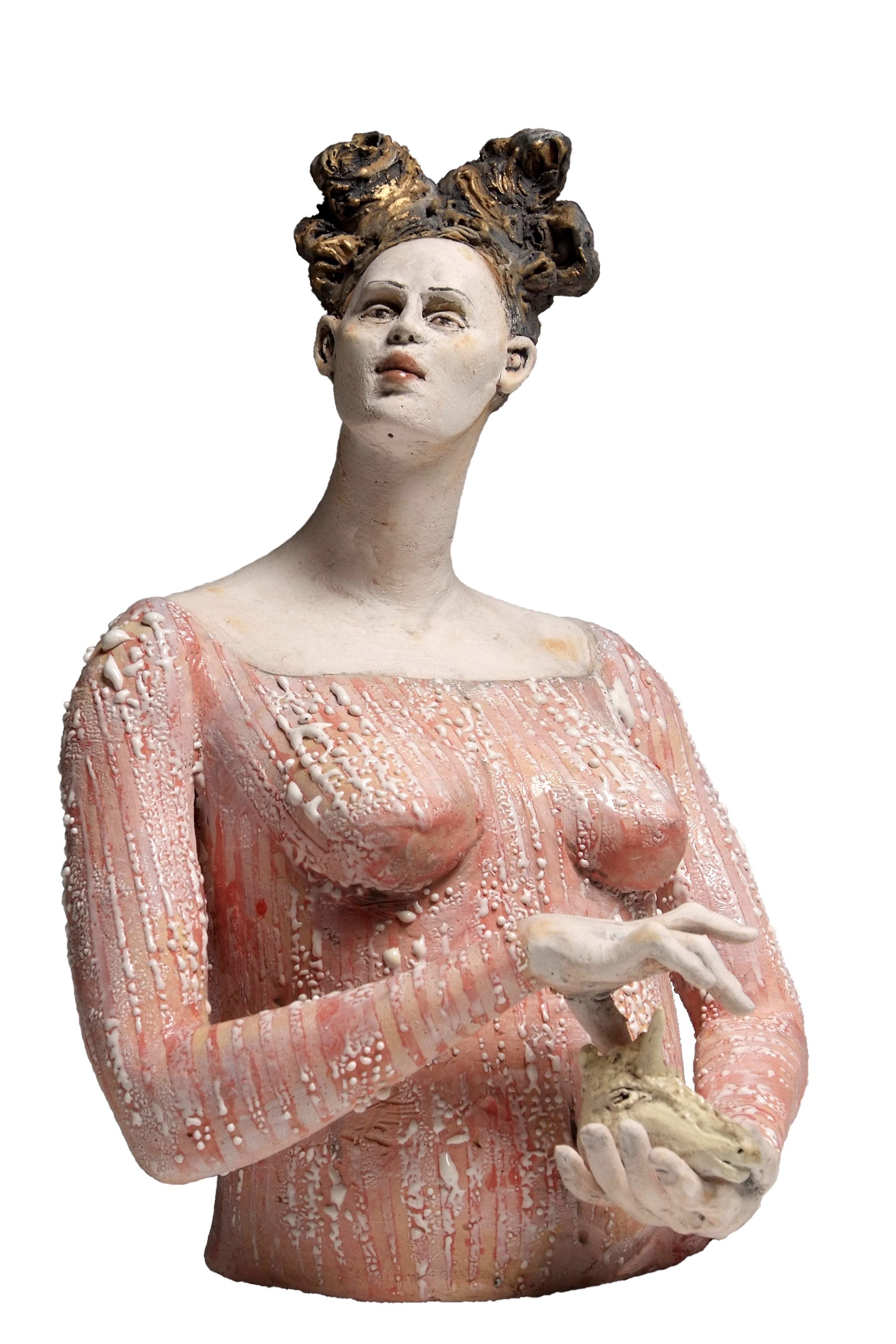
Escultura obra de Bárbara Balzer, 2011. Primer premio en la X Bienal Internacional de Cerámica de Manises (o Premio Presidente de la Generalidad en la X Bienal Internacional de Cerámica de Manises)

- Escultura obra de Bárbara Balzer, 2011. Primer premio en la X Bienal Internacional de Cerámica de Manises (o Premio Presidente de la Generalidad en la X Bienal Internacional de Cerámica de Manises)Bienal Internacional de Cerámica de Manises (BICM), organizada por el Ayuntamiento de Manises, pero coordinada por la Técnica del MCM y  gestionada en su mayor parte por personal del Museo.[24]

## 50 aniversario
A finales del mes de noviembre de 2017, el Museo de Cerámica de Manises cumplía 50 años de vida desde que abrió sus puertas en 1967. Medio siglo durante el cual ha desarrollado de manera ininterrumpida su actividad y ha dotado a Manises de un espacio de recuperación, conservación, investigación, exposición y difusión de la que, hasta hace unas décadas, fue su ocupación fundamental: la cerámica.